# Cena Oty Pavla
Cena Oty Pavla je české ocenění pro sportovní publicisty, které uděluje Český olympijský výbor od roku 2009. Nazvána je podle sportovního reportéra a novináře Oty Pavla. Jsou jí oceňovány osobnosti za celoživotní propagaci sportu a šíření olympijských hodnot v publicistice. Poprvé ji udělil Český olympijský výbor roku 2009 u příležitosti oslav 110. výročí založení výboru. Je vyhlašována každoročně, propůjčuje ji předseda ČOV po schválení výkonným výborem.

## Držitelé
- 2009 Jaroslav Šálek, Mladá fronta, MF Dnes
- 2010 Karel Malina, Český rozhlas
- 2011 Otakar Černý, Česká televize
- 2012 Lumír Propper, deník Sport
- 2013 Petr Feldstein, Česká televize
- 2014 Aleš Procházka, Český rozhlas
- 2015 Vladimír Drbohlav, Česká televize[1]
- 2016 Petr Vichnar, Česká televize[2]
- 2017 Karel Felt, Právo[3]
- 2019 Tomáš Macek, MF Dnes[4]
- 2021 Ladislav Josef, Česká tisková kancelář[5][6]